# Saison 2018-2019 de l'OGC Nice
Maillots
Chronologie
Saison précédente Saison suivante
La saison 2018-2019 de l'OGC Nice voit le club s'engager dans les trois compétitions nationales que sont la Ligue 1, la Coupe de France et la Coupe de la Ligue.
L'équipe, qui a terminé 8e la saison précédente, échoue donc à se qualifier de nouveau en Coupe d'Europe, contrairement aux deux saisons passées.
L'équipe réserve est engagée dans le championnat de National 2, dans le groupe A, et évolue au stade Charles-Ehrmann.

## Résumé de la saison

### Avant-saison
L'effectif professionnel de l'OGC Nice était attendu le 2 juillet pour la reprise de l'entraînement. Les joueurs de Patrick Vieira, nouveau coach du Gym, s'envolent par la suite pour le traditionnel stage de pré-saison à Divonne-les-Bains (Ain) le 7 juillet. Ils y affrontent le FC Stade Nyonnais (3e division suisse) le même jour, à l'occasion d'un premier match amical. Pour le premier match de l'ère-Vieira, les Aiglons, dont la composition d'équipe - très jeune - a changé entre les deux mi-temps, se sont imposés 4-2 grâce à des buts de Pierre Lees-Melou, Romain Perraud, Lamine Diaby-Fadiga et Patrick Burner. Au terme du stage, les Aiglons affrontent le Sporting CP à Divonne-les-Bains et perdent 1-0 sur un but de Matheus Pereira consécutif à une perte de balle de Pierre Lees-Melou.
Au retour à Nice, une semaine d'entraînement s'écoule puis les joueurs de Patrick Vieira se rendent à Charleroi en Belgique, pour affronter le RC Sporting Charleroi, pensionnaire de Jupiler Pro League (D1 belge). Après avoir été menés 1-0, les Aiglons remontent grâce à un pénalty de l'entrant Ihsan Sacko, qui double la mise 2 minutes plus tard. Dans le temps additionnel, les Belges égalisent et le Gym ne s'impose pas.

## Effectif professionnel actuel
Alors qu'il lui restait un an de contrat, Lucien Favre quitte le club pour rejoindre le Borussia Dortmund. Pour le remplacer, la direction fait appel à l'ex-champion du monde 1998 Patrick Vieira qui quitte le New York City FC pour s'engager avec les Aiglons. Parmi les adjoints de Favre, Adrian Ursea et Alexandre Dellal ne sont pas conservés. Vieira arrive lui avec 3 collaborateurs : l’entraîneur adjoint Italien Christian Lattanzio et les Anglais Kristian Wilson et Matt Cook, respectivement entraîneur adjoint à la performance individuelle et préparateur physique.
En grisé, les sélections de joueurs internationaux chez les jeunes mais n'ayant jamais été appelés aux échelons supérieur une fois l'âge limite dépassé.

## Détail des matchs

### Matchs amicaux (avant-saison)
L'OGC Nice a affronté 6 équipes lors de sa préparation d'avant saison dans le cadre de sa tournée d'été. Ces équipes sont :
- FC Stade Nyonnais
- Sporting Portugal
- Sporting de Charleroi
- Torino FC
- Brighton FC
- AS Saint-Etienne

### Ligue 1

#### Classement
| Rang | Équipe                 | Pts | J  | G  | N  | P  | Bp | Bc | Diff | Qualification ou relégation                               |
| ---- | ---------------------- | --- | -- | -- | -- | -- | -- | -- | ---- | --------------------------------------------------------- |
| 4    | AS Saint-Étienne       | 66  | 38 | 19 | 9  | 10 | 59 | 41 | +18  | Qualification pour la phase de groupes de la Ligue Europa |
| 5    | Olympique de Marseille | 61  | 38 | 18 | 7  | 13 | 60 | 52 | +8   |                                                           |
| 6    | Montpellier Hérault SC | 59  | 38 | 15 | 14 | 9  | 53 | 42 | +11  |                                                           |
| 7    | OGC Nice               | 56  | 38 | 15 | 11 | 12 | 30 | 35 | −5   |                                                           |
| 8    | Stade de Reims P       | 55  | 38 | 13 | 16 | 9  | 39 | 42 | −3   |                                                           |
| 9    | Nîmes Olympique P      | 53  | 38 | 15 | 8  | 15 | 57 | 58 | −1   |                                                           |
| 10   | Stade rennais FC C     | 52  | 38 | 13 | 13 | 12 | 55 | 52 | +3   | Qualification pour la phase de groupes de la Ligue Europa |

## Saison 2018-2019

### Équipementier et sponsors
L'OGC Nice continue, pour cette nouvelle saison et la dernière année normalement, sa collaboration avec l'équipementier Italien Macron.
Parmi les sponsors de l'OGC Nice figurent la métropole Nice Côte d'Azur, Winamax, Airton, Hyundai, Westfield (finance) (Partenaire officiel Asie) et la ville de Nice pour la Ligue 1. En fin de contrat, les Mutuelles du Soleil ont prolongé leur contrat avec l'OGC Nice et ont désormais leur place à l'arrière du maillot en championnat, et non plus à l'avant comme c'était le cas depuis 7 saisons.

### Derbys de la saison

#### Championnat
| Club     | Aller | Total | Retour | Club                   |
| -------- | ----- | ----- | ------ | ---------------------- |
| OGC Nice | 0-1   | 0-2   | 0-1    | Olympique de Marseille |
| OGC Nice | 1-1   | 3-2   | 2-0    | AS Monaco FC           |

#### Résultats par journée
| Journée   | 01  | 02  | 03  | 04  | 05  | 06  | 07  | 08  | 09  | 10  | 11  | 12 | 13 | 14 | 15 | 16 | 17 | 18 | 19  | 20 | 21 | 22 | 23 | 24 | 25 | 26  | 27 | 28 | 29  | 30 | 31 | 32 | 33 | 34 | 35 | 36 | 37 | 38 |
| --------- | --- | --- | --- | --- | --- | --- | --- | --- | --- | --- | --- | -- | -- | -- | -- | -- | -- | -- | --- | -- | -- | -- | -- | -- | -- | --- | -- | -- | --- | -- | -- | -- | -- | -- | -- | -- | -- | -- |
| Terrain   | D   | E   | D   | E   | D   | E   | E   | D   | E   | D   | E   | D  | E  | D  | E  | D  | E  | D  | E   | D  | E  | D  | E  | D  | E  | E   | D  | E  | D   | E  | D  | E  | D  | D  | E  | D  | E  | D  |
| Résultats | D   | N   | D   | V   | V   | D   | V   | D   | N   | D   | V   | V  | V  | V  | N  | N  | N  | N  | D   | V  | N  | V  | D  | V  | D  | D   | V  | D  | N   | V  | V  | N  | D  | V  | N  | N  | D  | V  |
| Points    | 0   | 1   | 1   | 4   | 7   | 7   | 10  | 10  | 11  | 11  | 14  | 17 | 20 | 23 | 24 | 25 | 26 | 27 | 27  | 30 | 31 | 34 | 34 | 37 | 37 | 37  | 40 | 40 | 41  | 44 | 47 | 48 | 48 | 51 | 52 | 53 | 53 | 56 |
| Place     | 14e | 14e | 18e | 17e | 11e | 15e | 11e | 13e | 12e | 14e | 10e | 9e | 6e | 7e | 7e | 7e | 7e | 7e | 10e | 6e | 8e | 8e | 9e | 7e | 8e | 10e | 8e | 9e | 10e | 8e | 7e | 8e | 8e | 7e | 7e | 7e | 8e | 7e |

Source : lfp.fr (Ligue de football professionnel)
Terrain : D = Domicile ; E = Extérieur. Résultat : D = Défaite ; N = Nul ; V = Victoire.

### Statistiques diverses

#### Meilleurs buteurs
Ligue 1 et coupes
|   | Buteur              | L1 | CDF | CDL | Total |
| - | ------------------- | -- | --- | --- | ----- |
| 1 | Allan Saint-Maximin | 6  | 0   | 0   | 6     |
| 1 | Youcef Atal         | 6  | 0   | 0   | 6     |
| 3 | Wylan Cyprien       | 4  | 0   | 0   | 4     |
| 3 | Rémi Walter         | 2  | 0   | 2   | 4     |
| 5 | Pierre Lees-Melou   | 2  | 0   | 0   | 2     |
| 5 | Ignatius Ganago     | 2  | 0   | 0   | 2     |
| 7 | Christophe Jallet   | 1  | 0   | 0   | 1     |
| 7 | Jean-Victor Makengo | 1  | 0   | 0   | 1     |
| 7 | Bassem Srarfi       | 1  | 0   | 0   | 1     |
| 7 | Dante               | 1  | 0   | 0   | 1     |
| 7 | Malang Sarr         | 1  | 0   | 0   | 1     |
| 7 | Ihsan Sacko         | 0  | 1   | 0   | 1     |
| 7 | Myziane Maolida     | 0  | 0   | 1   | 1     |
| # | CSC                 | 2  | 0   | 1   | 2     |
|   | 13 buteurs          | 29 | 1   | 3   | 33    |

#### Meilleurs passeurs
Ligue 1 et coupes
|   | Passeur             | L1 | CDF | CDL | Total |
| - | ------------------- | -- | --- | --- | ----- |
| 1 | Adrien Tameze       | 3  | 1   | 1   | 5     |
| 2 | Myziane Maolida     | 3  | 0   | 0   | 3     |
| 2 | Allan Saint-Maximin | 3  | 0   | 0   | 3     |
| 4 | Olivier Boscagli    | 1  | 0   | 0   | 1     |
| 4 | Racine Coly         | 1  | 0   | 0   | 1     |
| 4 | Malang Sarr         | 1  | 0   | 0   | 1     |
| 4 | Wylan Cyprien       | 1  | 0   | 0   | 1     |
| 4 | Eddy Sylvestre      | 1  | 0   | 0   | 1     |
| 4 | Mario Balotelli     | 1  | 0   | 0   | 1     |
| 4 | Dante               | 1  | 0   | 0   | 1     |
| 4 | Pierre Lees-Melou   | 1  | 0   | 0   | 1     |
| 4 | Ihsan Sacko         | 1  | 0   | 0   | 1     |
| 4 | Bassem Srarfi       | 0  | 0   | 1   | 1     |
|   | 13 passeurs         | 18 | 1   | 2   | 21    |

#### Aiglon du mois
Chaque mois, les internautes élisent le meilleur joueur du mois écoulé sur le site officiel du club.
| Mois      | Joueur              |
| --------- | ------------------- |
| Août      | Walter Benítez      |
| Septembre | Allan Saint-Maximin |
| Octobre   | Christophe Jallet   |
| Novembre  | Youcef Atal         |
| Décembre  | Youcef Atal         |
| Janvier   | Youcef Atal         |
| Février   | Walter Benítez      |
| Mars      | Youcef Atal         |
| Avril     | Youcef Atal         |

### Autres

#### Buts
- Premier but de la saison :  Ignatius Ganago
- Premier penalty :  Rémi Walter
- Premier doublé :  Rémi Walter
- Premier triplé :  Youcef Atal
- But le plus rapide d'une rencontre : 9e
- But le plus tardif d'une rencontre : 89e
- Plus grande marge : 3
- Plus grand nombre de buts marqués : 3
- Plus grand nombre de buts marqués en une mi-temps : 2

## Equipe réserve
L'équipe réserve est reléguée à l'issue de la saison en National 3.
| Rang | Équipe        | Pts | J  | G | N | P  | Bp | Bc | Diff |
| ---- | ------------- | --- | -- | - | - | -- | -- | -- | ---- |
| 16   | OGC Nice rés. | 20  | 30 | 5 | 5 | 20 | 41 | 70 | -29  |